# 佐藤友啓
佐藤 友啓（さとう ともひろ、1月26日 - ）は、日本の男性声優。千葉県出身。アミュレート所属。

## 人物
以前はオフィス野沢、メディアフォース、RME、ディーカラーに所属していた。
2024年8月1日、ディーカラーとアミュレートとの事業統合によりアミュレートへ移籍。

## 出演
太字はメインキャラクター。

### テレビアニメ
2012年
- ガールズ&パンツァー
- K（教頭）

2013年
- アイカツ!（警備員、オヤッサン）
- COPPELION（井伏）
- 殺し屋さん（殺し屋さんの同業者1 他）
- 絶対防衛レヴィアタン（坑夫A）
- ロウきゅーぶ!SS（係〈男〉）

2014年
- 彼女がフラグをおられたら（理事長A、七徳院A、乗客A）
- 金田一少年の事件簿R（客、工場長、CAFEふくろうのマスター）
- ジョジョの奇妙な冒険 スターダストクルセイダース（2014年 - 2015年、不良B、男性販売員、医師、作業員B、小学校教師、SPW財団医師B）
- 信長協奏曲
- 魔法科高校の劣等生（ブランシュ構成員、ジェームス・チュー、楯岡）
- 龍ヶ嬢七々々の埋蔵金（男A）

2015年
- アルスラーン戦記（兵士）
- 戦姫絶唱シンフォギアGX（隊員A）
- 六花の勇者（男）

2016年
- くまみこ（亀井、スタッフ）
- テイルズ オブ ゼスティリア ザ クロス（2016年 - 2017年、二等対魔士、兵士、商人）
- ドリフターズ（ゴブリン）

2017年
- 銀魂.（春雨）
- デジモンユニバース アプリモンスターズ（大森亭のおやじさん）
- いぬやしき（ヤクザ、客、警官、乗客）

2018年
- レイトン ミステリー探偵社 〜カトリーのナゾトキファイル〜（2018年 - 2019年、ピート）

2020年
- 波よ聞いてくれ（柏木、ほどこん、おきゅうほん）

2021年
- ましろのおと（客、古文の先生）
- 魔法科高校の優等生（ジェームズ＝朱）

2024年
- リンカイ!（実況アナウンサー）

2025年
- アラフォー男の異世界通販（手下、冒険者、男A、片目の犬人、サンバク 他）

### 劇場アニメ
- かっぱのすりばち（2012年）
- ベルセルク 黄金時代篇III 降臨（2013年、隊長）
- 空の境界 未来福音（2013年、おじさん、刑事、紳士）
- ガールズ&パンツァー 劇場版（2015年、飲み屋の主人）

### Webアニメ
- アニメぷそ煮コミ（2019年 - 2020年、ゼクト[15]） - 2シリーズ

### ゲーム
- エクストルーパーズ（2012年、アカデミーズ）
- 俺の妹がこんなに可愛いわけがない。HappyenD（2013年）
- レンドフルール（2015年、ボン・ボヌール[16]）

### ドラマCD
- 死選組〜あやかし雪月花〜 ―死選組誕生編―（ツナ男・男・ジェノサイド）
- だって魔王様は彼が嫌い（チンピラ2）
- テイルズ オブ ヴェスペリア2012 SUMMER（ならず者）
- 闇のパープル・アイ（警官B）
- 理想の恋人（常連客）

### 吹き替え

#### 映画
- エンド・オブ・ステイツ（ブルーノ〈ロッキ・ウィリアムス〉[17]）
- ザ・エッグ 〜ロマノフの秘宝を狙え〜
- 守護教師（ジソン〈イ・サンヨプ〉[18]）
- ジュラシック・ワールド/新たなる支配者[19]
- スパイダーマン:ノー・ウェイ・ホーム[20]
- デス・ショット（ガブリエル〈ジョナサン・シェック〉）
- ビルとテッドの時空旅行 音楽で世界を救え!（ジミ・ヘンドリックス〈ダズマン・スティル〉[21]）
- ファイナル・ゲーム（コニー〈サン・カン〉）
- ファウンダー ハンバーガー帝国のヒミツ
- ファンタスティック4:ファースト・ステップ[22]
- ブロークン・ハート・ギャラリー（マックス〈ウトカルシュ・アンブドゥカル〉[23]）
- マッドマックス 怒りのデス・ロード（ウォー・ボーイズ隊長3[24]）※劇場公開版

#### ドラマ
- いばらの鳥（ユン・ミョング）
- グッド・ドクター 名医の条件 シーズン2
- 最高の愛〜恋はドゥグンドゥグン〜（チャン室長）
- 千日の約束（ドンチョル）
- ゼロデイ（ロジャー〈ジェシー・プレモンス〉)
- 孫子《兵法》大伝（田狄）
- チャームド 〜魔女3姉妹〜
- 推奴〜チュノ〜（ユク補校）
- ロイヤルファミリー（チョ・ドンミン、総支配人）

#### アニメ
- バーフバリ 失われた伝説（ラクシット[25]）
- パウ・パトロール（グスタボ、司令官、父親）

### ナレーション
- 九州電力HP内「銀河鉄道999」

### イベント
- NHK文化祭“科学で遊ぼう! マリー&ガリー（イチャモン音声）